# Момичето
„Момичето“ (на английски: The Young One) е мексикански филм от 1960 година, драма на режисьора Луис Бунюел по негов сценарий в съавторство с Хюго Бътлър, базиран на разказа „Travelin' Man“ от Питър Матисън. Главните роли се изпълняват от Закари Скот, Бърни Хамилтън, Кий Мийрсман.

## Сюжет
В центъра на сюжета е несправедливо обвинен в изнасилване негър в американския Юг, който попада на остров, където надзирателят на средна възраст ухажва несръчно осиротяло малолетно момиче.

## В ролите
| Изпълнител     | Роля          |
| -------------- | ------------- |
| Закари Скот    | Милър         |
| Бърни Хамилтън | Тревър        |
| Кий Мийрсман   | Евелин        |
| Крейан Дентон  | Джексън       |
| Клаудио Брук   | Отец Флийтууд |

## Награди и номинации
- „Момичето“ е номиниран за наградата „Златна палма“. [4]